# Phúc Thịnh, Hà Nội
Phúc Thịnh là một xã thuộc thành phố Hà Nội, Việt Nam. 
Xã được hình thành trên cơ sở sáp nhập xã Bắc Hồng, Nam Hồng, Vân Nội, một phần các xã Vĩnh Ngọc, xã Nguyên Khê, xã Xuân Nộn, xã Tiên Dương và thị trấn Đông Anh thuộc huyện Đông Anh cũ, trong đợt Sáp nhập tỉnh, thành Việt Nam 2025.

## Hành chính
Xã Phúc Thịnh được thành lập theo Nghị quyết số 1656/NQ-UBTVQH15 của Ủy ban Thường vụ Quốc hội Việt Nam, ban hành ngày 16 tháng 6 năm 2025. Theo đó, sắp xếp toàn bộ diện tích tự nhiên, quy mô dân số của xã Bắc Hồng, Nam Hồng, Vân Nội, một phần của xã Vĩnh Ngọc, xã Nguyên Khê, xã Xuân Nộn, xã Tiên Dương và thị trấn Đông Anh, thuộc huyện Đông Anh cũ thành xã mới có tên là Phúc Thịnh.

## Địa lý
Sau sắp xếp xã có diện tích tự nhiên 42,68 km2, quy mô dân số 90.926 người. Phía Bắc giáp xã Nội Bài và Sóc Sơn, phía Tây giáp xã Quang Minh và Mê Linh, phía Đông giáp xã Đa Phúc và Thư Lâm, phía Nam giáp xã Đông Anh, Thiện Lộc và Vĩnh Thanh.

## Hành chính
Trụ sở xã đặt tại thôn Cán Khê xã Nguyên Khê cũ.